# Charles David Ley
Charles David Ley (Londres, 1913-Londres, 1996) fue un hispanista, lusitanista, poeta, ensayista, profesor y traductor británico.

## Biografía
Nació el 11 de marzo de 1913 en Londres, Se licenció en Lengua y Literatura inglesas en la Universidad de Londres. Enseñó en el Instituto Británico en Lisboa (1939-1943), y, desde 1943 hasta 1952, ocupó el mismo cargo en Madrid, siendo además secretario del director Walter Starkie. Allí ofreció clases de inglés a escritores, entre ellos José García Nieto. En 1952 pasó a ser lector de la Universidad de Salamanca, a petición del rector Antonio Tovar. En 1954 se doctoró en la Universidad Complutense con El gracioso en el teatro de la Península, y en 1961 se doctoró por segunda vez, esta vez en la Universidad de Londres, con la tesis Poesía española a partir de 1939. Terminó su labor docente en el Dartford College of Technology de Kent, Inglaterra, donde estuvo entre 1959 y 1978.
Escribió además poesía en inglés y distintos estudios literarios y colaboró con traducciones de John Milton y otros autores en la revista cordobesa Cántico Frecuentó la tertulia del Café Gijón y dejó dos importantes volúmenes de memorias, importantes para conocer por ejemplo las andanzas españolas del poeta fascista inglés Roy Campbell, los últimos días de Pío Baroja, el periodo londinense de Luis Cernuda, los escritores garcilasistas, etc.
Como investigador en literatura inglesa se le deben obras como Shakespeare para españoles y una traducción del Cardenio de William Shakespeare y John Fletcher, inspirada en un episodio del Don Quijote de 1605. Ley, que mantuvo amistad con el escritor garcilasista José García Nieto, falleció en 1996 en su ciudad natal.

## Obras
- (1940): Encontro final. Novela Lisboa.
- (1942): Escritores e païsagens de Portugal. Lisboa, Seara Nova.
- (1943): Braga. Lisbon.
- (1945): Semana Santa. Madrid, Ediciones de la Revista Garcilaso (ed. bilingüe).
- (1947): Portuguese Voyages  1498-1663. London, J.M. Dent & Sons Ltd. (muy reimpreso y traducido)
- (1948): Cinco novelistas inglesas. Barcelona: José Janés (Hermanas Brontë, Jane Austen, George Eliot)
- (1949): «Sansón Agonistes, de John Milton». En: Sansón Agonistes, de John Milton. Separata de la revista Escorial. Madrid, pp. 977-979.
- (1951): La moderna poesía portuguesa. Santander, Imprenta Bedia.
- (1951): Shakespeare para españoles. Madrid, Revista de Occidente.
- (1952): Poemas para España.  Santander, Librería Moderna.
- (1954): Garcilaso en el teatro de la Península (siglos XVI-XVII). Madrid: Revista de Occidente.
- (1954): El gracioso en el teatro de la Península (siglos XVI-XVII). Madrid, Revista de Occidente.
- (1955): 2x2. Madrid: Peter Russell.
- (1955): The future of the World, Peter Russell.
- (1962): Spanish Poetry Since 1939. Washington, The Catholic University of America Press.
- (1964): Trad. de José Luis Aquaroni, Bulls and Bullfighting. Barcelona, Editorial Noguer.
- (1967): «El amor y la amada en la poesía contemporánea de España». En: Actas del ii Congreso de la Asociación Internacional de Hispanistas celebrado en Nijmegen del  20  al  25  de agosto de 1965. Nijmejen, AIH-Instituto Español Univ. Nimega, págs. 377-385.
- (1970): «Influencia de Pablo Neruda y de otros poetas hispanoamericanos en la moderna poesía de España». En: Actas del iii Congreso de la Asociación Internacional de Hispanistas celebrado en México D. F. del 26-31 de agosto 1968. México, AIH-El Colegio de México, págs. 543-552.
- (1977): «Lope de Vega y los conceptos teatrales de Aristóteles». En: Actas del Quinto Congreso de la Asociación Internacional de Hispanistas celebrado en Bordeaux del 2 al 8 de septiembre de 1974. Bordeaux,  Instituto de Estudios Ibéricos e Iberoamericanos (Univ. Bourdeaux iii), págs.  579-585.
- (1981): La Costanilla de los diablos (Memorias literarias 1943-1952). Madrid, José Esteban.
- (1988): «El Café Gijón y la “juventud creadora”». En: Tudela, M. et al.: Café Gijón. 100 años de historia. Madrid, Kaydeda, págs. 183-188.
- (2023): Recuerdos literarios (1943-1959). Ed. de José Esteban, Renacimiento (se trata de una reedición de dos libros autobiográficos: La costanilla de los diablos y La cueva de Salamanca.
- Galdós comparado con Balzac y Dickens, como novelista nacional. Las Palmas de Gran Canaria: Ediciones del Excmo. Cabildo insular de Gran Canaria, s a.